# 趙克石
趙克石（ちょう こくせき、1947年11月 - ）は中華人民共和国の軍人。中国共産党中央委員会委員、党中央軍事委員会委員、国家中央軍事委員会委員、中央軍事委員会後勤保障部部長。階級は上将。

## 経歴
1968年、解放軍に入隊。南京軍区軍訓部幹部訓練処処長、第31集団軍参謀長、南京軍区副参謀長などを歴任。
2000年、第31集団軍軍長に任命。2004年6月、南京軍区参謀長。2005年、中将に昇格。
2007年、南京軍区司令員に任命。2010年7月19日、上将に昇格。
2012年10月、中国人民解放軍総後勤部部長に任命。2013年3月15日、第12期全国人民代表大会第1回会議において中華人民共和国中央軍事委員会委員に選出された。
2016年1月，中央軍事委員会後勤保障部部長。
中共第17、18期中央委員。